# 稲尾律子
稲尾 律子（いなお りつこ、1972年12月13日 - ）は、日本のグラビアアイドル。埼玉県出身。
当初は香取みゆきの芸名で活動し、1991年には永井豪原作のオリジナルビデオ作品『美少女探偵 まぼろしパンティ』に出演した。その後、稲尾律子に改名し、1992年にフジテレビビジュアルクイーンに選ばれた。

## ドラマ
- NIGHT HEAD（1992年10月8日、フジテレビ）
- スチュワーデスの恋人（1994年、TBS）

## ビデオ
- 「VIDEO スコラ nu 香取みゆき」（1991年、スコラ）
- 「Mystique Vague」（1992年8月21日、ポニーキャニオン）[3]
- 「VIDEO スコラ　稲尾律子」（スコラ）
- 「リップスティック」（サザンクロスビデオ、LD同時）
- 「ザ・ハイレグクラブ」他出演:細川ふみえ、原久美子、盛本真理子（1992年7月17日、ポニーキャニオン）
- 「大江戸レイプマン」Vシネマ（1996年、徳間書店）
- 「アイドル黄金伝説 稲尾律子」
- 「アイドル黄金伝説 香取みゆき」

## 写真集
- 『華の18』（1991年10月、スコラ）撮影:野村誠一 香取みゆき名義
- 『IMITATION』（1992年6月、ワニブックス）撮影:渡辺達生 ISBN 978-4847022708
- 『ILLUSION』（1992年11月、音楽専科社）撮影:井ノ元浩二 ISBN 978-4900343412
- 『eternity』（1993年4月、パパラブックス）撮影:野村誠一
- 『RADIATION』（1994年12月、英知出版）撮影:清水清太郎 ISBN 978-4754213879